# Pfarrkirche Hengsberg

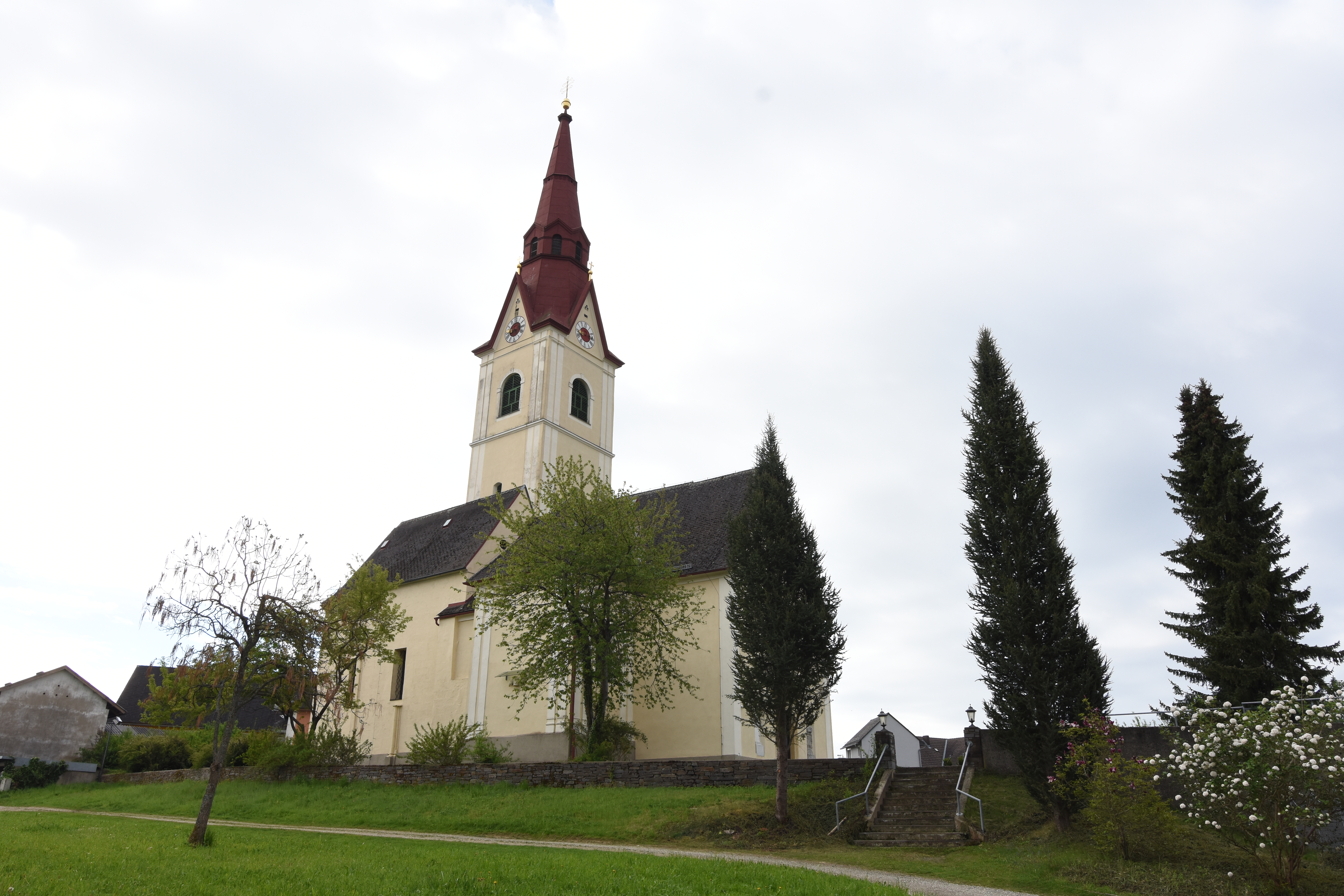
Katholische Pfarrkirche hl. Laurentius in Hengsberg

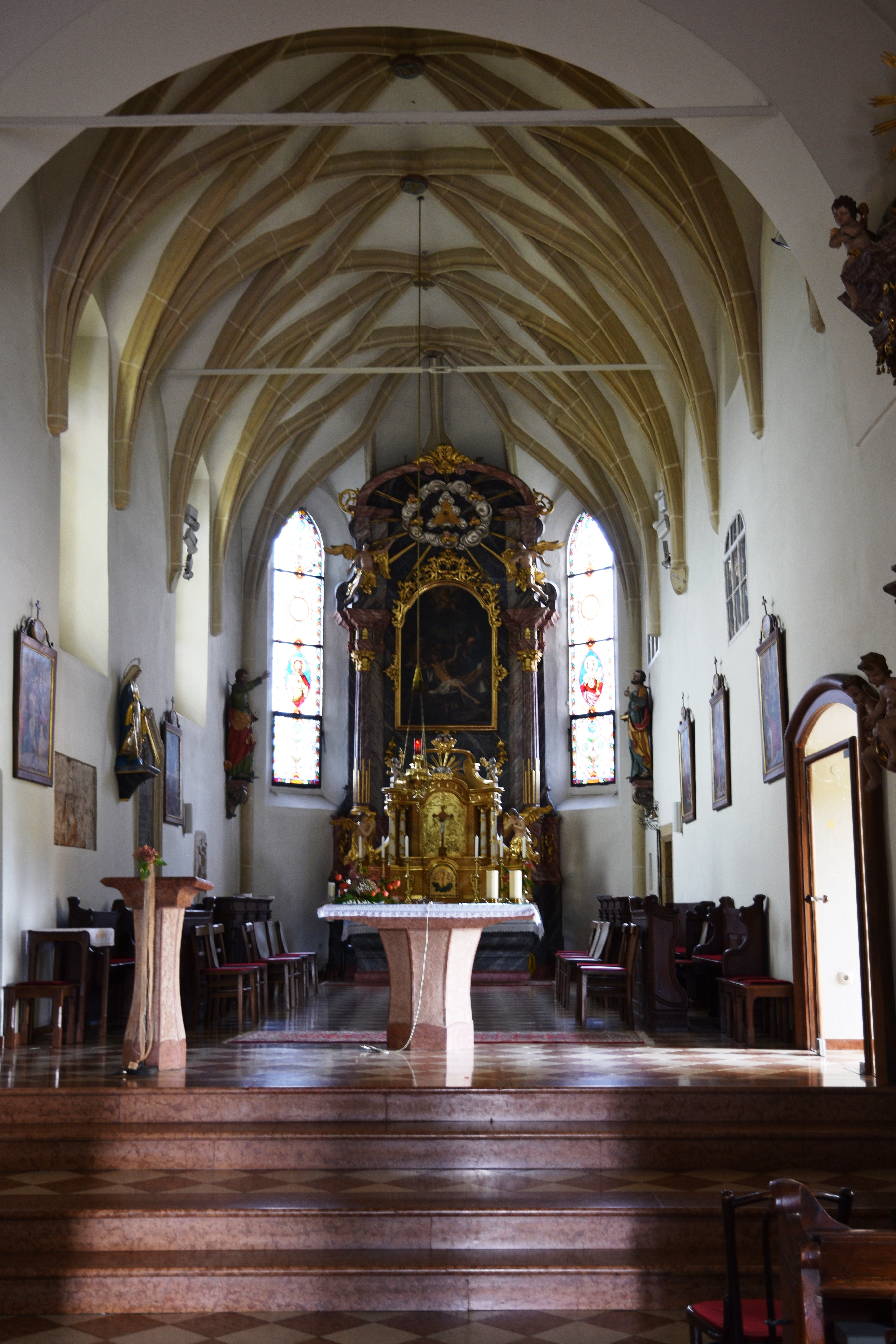
Langhaus, Blick in den Chor

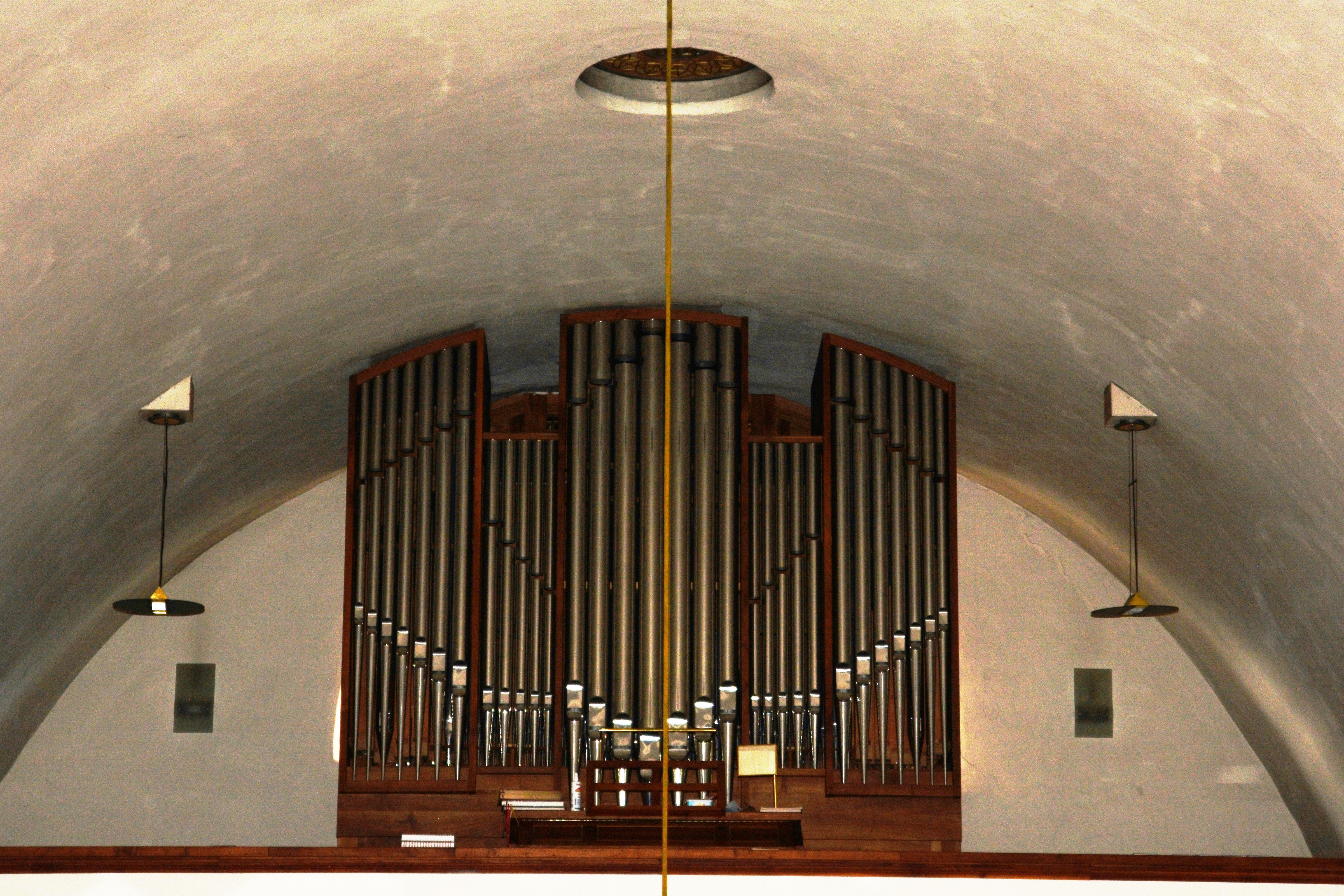
Langhaus, Blick zur Orgel

Die römisch-katholische Pfarrkirche Hengsberg steht auf einem Hügel in der Gemeinde Hengsberg im Bezirk Leibnitz in der Steiermark. Die dem Patrozinium des hl. Laurentius von Rom unterstellte Pfarrkirche gehört zur Region Südweststeiermark (Dekanat Leibnitz) in der Diözese Graz-Seckau. Die Kirche steht unter Denkmalschutz (Listeneintrag).

## Geschichte
Urkundlich wurde die Kirche 1218 erstmals genannt, die Kirche als Ursprungspfarre des Kainachtales ist jedoch bedeutend älter.
Die im Kern teils spätromanische Kirche um 1300 erhielt den heutigen Chor im Ende des 15. Jahrhunderts und das heutige Langhaus 1653. 1959 und 1976 war eine Restaurierung. 1695 wurde eine Nordkapelle, 1709 zwei Südkapellen angebaut. 1976 war eine Grabung im Chor, wo ältere Fundamente ergraben wurden.

## Architektur
Die Kirche mit Langhaus und Chor ist von einer Kirchhofmauer mit einem einfachen Torbau umgeben.
Das Jakob Schmerlaib zugeschriebene Kirchenäußere zeigt eine Doppelpilastergliederung. Es gibt ein Südportal und ein Westportal, letzteres mit gesprengtem Giebel und einer Figurennische hl. Laurentius. Der Turm im südlichen Chorwinkel hat drei gotische Geschoße und ein schulterbogiges Portal mit 1512, das oberste barocke Geschoß zeigt sich ebenfalls mit Doppelpilastern und trägt einen Spitzhelm aus 1868. Die Sakristei steht östlich des Turmes. Die nördliches Außenwände von Langhaus und Chor zeigen eine romanische Architekturgliederung. In der nördlichen Kapelle ist ein Greifenkapitell aus dem Anfang des 13. Jahrhunderts vermauert. Am Chorschluss ist ein Adorant aus der Mitte des 14. Jahrhunderts wohl als Rest eines Tympanons vermauert.
Das Kircheninnere zeigt ein breites tonnengewölbtes Langhaus aus 1653, vorher war eine Flachdecke. Die dreiachsige Westempore ist kreuzgratunterwölbt. Der langgestreckte dreieinhalbjochige Chor hat einen Fünfachtelschluss und ein unregelmäßiges Vierrautensterngewölbe, im Chorschluss auf Halbkreisdiensten und sonst teils auf Schildkonsolen, ein Schlussstein zeigt das Wappen von Pfarrer Andreas Wartenauer (1473–1500). Die Seitenwände des Chores sind aus erhaltenem romanischem Quadermauerwerk, ein romanisches Fenster in der Südwand ist vermauert.

## Einrichtung
Der Rokoko-Hochaltar um 1770 zeigt sich in der Art von Jakob Peyer, von ihm sind die flankierenden Konsolfiguren der Heiligen Peter und Paul sowie der Marienaltar im Langhaus. In der Nordkapelle steht der Altar hl. Josef der Rosenkranzbruderschaft aus 1695, 1887 restauriert, mit dem Bild hl. Josef von Josef Veiter aus Kindberg 1847. In der Südkapelle steht der Altar hl. Leonhard aus 1709, 1856 restauriert und ein Kreuzaltar aus 1763, restauriert 1811 und 1910. Die Kanzel entstand 1760.
Die Orgel entstand 1888.

## Grabdenkmäler
- Die Gruft unter der Südkapelle wurde 1851 Grabkapelle der Familie d`Avernas.
- Es gibt einen figürlichen Grabstein vor dem Gekreuzigten kniend zu Pfarrer Hans Gleisdorfer gestorben 1583/1584.
- Einen Wappenstein zu Pfarrer Leonhard Neuhofer gestorben 1639.
- Einen Grabstein zu Jakob Conchorz gestorben 1663 in einer Stuckrahmung.